# Gabrene
Gabrene (bułg. Габрене) – wieś w Bułgarii, w obwodzie Błagojewgrad, w gminie Petricz. Według danych szacunkowych Ujednoliconego Systemu Ewidencji Ludności oraz Usług Administracyjnych dla Ludności, 15 czerwca 2020 roku miejscowość liczyła 730 mieszkańców.

## Osoby związane z miejscowością

### Urodzeni
- Cwetan Awramow Jakow (1877–1938) – bułgarski wojewoda[2]